# Als der Krieg ausbrach
Als der Krieg ausbrach ist eine Erzählung von Heinrich Böll, die am 23. Dezember 1961 in der F.A.Z. veröffentlicht wurde.
Der Ich-Erzähler, ein Soldat, gedenkt darin in einer deutschen Garnisonsstadt kurz vor dem Zweiten Weltkrieg seines Regimentskameraden Leo Siemers, gefallen Ende August 1939.

## Handlung
Generalmobilmachung: Leo, zum Unteroffizier im militärischen Telefonwesen befördert und Stubenkamerad des Erzählers, wird zum Divisionsstab abkommandiert. Das Ausrücken geht in den nächsten Augusttagen munter weiter. Das erste Bataillon verlässt, angeführt von einer Musikkapelle, die Kaserne. Keiner zeigt Begeisterung, keiner bekommt eine Blume ans Gewehr gesteckt. Der Erzähler, ein zum Telefonisten ausgebildeter Soldat, muss tagelang geisttötende Arbeit verrichten. Das fällt ihm nicht schwer. Er wird vom Vorgesetzten für die Stupidität gelobt. Zwar leidet der Erzähler nicht „an sexueller Not“, doch bevor auch er ausrücken muss, will er noch ein Mädchen. Seine diesbezüglichen Kontaktversuche sind nicht von Erfolg gekrönt. Daran ist er aber auch selber mit schuld. Denn aus der Stimme jeder auserwählten Dame hört er Heiratsabsicht heraus und lässt darauf lieber die Finger davon. Aus lauter Verzweiflung landet er im Kino. In der Wochenschau misshandeln „unedel aussehende Polen… sehr edel aussehende Deutsche“.
Der Erzähler muss als Soldat noch erzogen werden. So wird er von einem Gefreiten angebrüllt, wenn er sich in nicht geordneten Kleidern aufs Bett lümmelt und raucht. Und sogar ein Militär-Kaplan verliert auf der Straße die Fassung ob der schluderigen „Anzugsordnung“ des Erzählers.
Das Befürchtete tritt ein. Der Erzähler muss Ende August ausrücken. Leo ist gefallen.

## Rezeption
- „Lässiges und schlampiges Auftreten“ des Erzählers ist seine Form des Protestes gegen das Militär. Böll skizziert den „kleinen Mann“, also „kein Ausnahmeschicksal“[2].